# Ammoniumsulfit
Ammoniumsulfit ist eine anorganische chemische Verbindung aus der Gruppe der Sulfite.

## Gewinnung und Darstellung
Ammoniumsulfit entsteht bei der Rauchgasentschwefelung, bei der Schwefeldioxid nach Zugabe von Ammoniak aus den abgekühlten Rauchgasen ausgewaschen wird.
Dabei reagieren Schwefeldioxid und Ammoniakdampf in Gegenwart von überschüssigem Wasserdampf oder von Wassertröpfchen nach den Gleichungen:
{\displaystyle {\ce {NH3 + H2O + SO2 -> NH4-HSO3}}} (1)
{\displaystyle {\ce {2NH3 + H2O + SO2 -> (NH4)2SO3}}} (2)
Wenn nicht genügend Wasser vorhanden ist, bildet sich eine orange-gelbe Verbindung, wahrscheinlich ein Amidosulfit. Ist ein Überschuss an Schwefeldioxid vorhanden, so bildet sich reines Ammoniumsulfit.
Ammoniumsulfit entsteht auch bei der Zersetzung von Ammoniumthiosulfat.

## Eigenschaften
Ammoniumsulfit ist ein brennbarer, weißer, geruchloser Feststoff, der leicht in Wasser löslich ist. Er zersetzt sich bei Erhitzung über 60–70 °C. Das Monohydrat hat eine Kristallstruktur mit der Raumgruppe P21/c (Raumgruppen-Nr. 14).

## Verwendung
Ammoniumsulfit wird zur Herstellung des dunklen Lebensmittelfarbstoffs Ammoniumsulfit-Zuckerkulör (E150d) verwendet.
Zu den Produkten, die damit gefärbt werden, zählen Instantsuppen, Fertigsaucen, Süßwaren und Limonaden.